# Spectrométrie d'étincelage
La spectrométrie d'étincelage est un système d'analyse couramment utilisé qui permet de connaître la composition chimique d'un métal. Une étincelle se fait entre l'échantillon et l'électrode de tungstène, ce qui chauffe à une température élevée les atomes qui le composent. Les atomes excités émettent ainsi de la lumière à une longueur d'onde caractéristique. Cette lumière est ensuite analysée.